# Kika Construction
Kika Construction är ett byggföretag i Albanien ägt av ätten Kika. Ätten var ursprungligen verksam under århundradena före 1900-talet inom export av tobak till Italien. Mellan åren 1912 och 1936 investerade familjens överhuvuden i byggbranschen. Under kommunisttiden i Albanien konfiskerades företaget. 1992 bildade familjen Kika företaget HAXHIU SH.P.K. med verksamhet inom handel och jordbruk. Byggindustrin utvecklades snabbt i Albanien och företagets verksamhet inriktades mot denna bransch och namnet ändrades till Kika.